# Parchim (Schiff)
Das stählerne Vollschiff Parchim war der erste P-Liner der Hamburger Reederei F. Laeisz, der auf der Werft Joh. C. Tecklenborg in Geestemünde in Auftrag gegeben wurde und im August 1889 vom Stapel lief. Gebaut als Baunummer 86 kam noch im Folgejahr mit der Baunummer 100 das Schwesterschiff Pera.

## Geschichte
Am 11. Oktober 1889 erfolgte die Indienststellung als Frachtsegler, der vorwiegend in der Chile-Fahrt, später auch nach Japan und in der Weizenfahrt nach Australien, eingesetzt wurde. Traditionell erfolgte die Namensgebung mit einem P nach der mecklenburgischen Kleinstadt Parchim. Das Schiff konnte 2700 Tonnen Salpeter transportieren und reihte sich erfolgreich in die Salpeterfahrt nach Chile gewinnträchtig durch zahlreiche schnelle Fahrten für die rasant wachsende Hamburger Reederei ein. Die Jungfernfahrt der Parchim führte der bekannte Föhrer Kapitän Johannes Früdden und im weiteren Verlauf auf einer Weltreise von 1899 bis 1901 der berühmte Kapitän Hinrich Nissen.
Als vorausschauende Kaufleute entschlossen sich Carl Laeisz und sein Sohn Carl Ferdinand ihre Flotte ständig zu modernisieren und die Liegezeiten zum Laden und Entladen der Schiffe zu verkürzen. Bereits um 1890 entwickelte die Motorenfabrik Oberursel eine Verbrennungskraftmaschine als Motorwinde. Laeisz erkannten diese Vorteile und nutzten den patentierten und vielfach ausgezeichneten „GNOM“-Motor als ideale Schiffswinde zukünftig auf ihren Schiffen. Am 17. März 1897 wurde erstmals an Bord der Parchim ein GNOM, seine Erbauer benannten ihn aufgrund seiner kompakten und gedrungenen Bauweise in Anlehnung an die sagenhaften kleinen Erdgeister, aufgebaut und erprobt. Es folgten Palmyra bis zu Priwall und Padua 1926.
Im April 1912 erfolgte der Verkauf der Parchim an Mathias Lundqvist (1853–1926) von Vårdö, Åland, für 4850 £. Neuer Heimathafen wurde Mariehamn. Nach dem Ersten Weltkrieg wurde das Vollschiff, in der Weizenfahrt zwischen Australien und Europa eingesetzt. Im Februar 1919, als das Schiff in Williamstown, Australien, Weizen verlud, wurden 11 Mann der Besatzung wegen „Grippe“ ins Krankenhaus eingeliefert, wobei einer von ihnen verstarb. Auf der Rückreise kollidierte die Parchim im August 1919 mit dem dänischen Dampfer Ribe im Atlantik und musste in Bergen, Norwegen, repariert werden. 1920 geriet das Schiff im Atlantik in einen schweren Sturm und musste nach Belfast einlaufen.
1925 wurde das Schiff schließlich, nach 36 Jahren Dienst, nach Schottland zum Abwracken verkauft.

## Bekannte Schiffsführer
unter F. Laeisz
- 1889–1891 JF Kapitän Johannes Früdden
- 1892 Kapitän M.Grapow
- 1893 Kapitän Claus Friedrich Blöse
- 1894 Kapitän E. Jäger
- 1895–1899 Kapitän J.M. Jacobs
- 1897–1901 Kapitän Hinrich Nissen, davon 1899 eine Weltreise
- 1902 Kapitän H. Schimper
- 1904–1906 Kapitän F. Ahrens
- 1906 Kapitän Johann W.T. Frömke
- 1907–1909 Kapitän August Oetzmann
- 1910–1911 Kapitän H.A. Siemer
- 1911–1912 Kapitän Gustav A.H.H.Becker

unter Mathias Lundqvist
- 1912–1914 Kapitän Arthur Lundqvist (1877–1942)
- 1914–1919 Käpitän Arthur Andersson (1880–1955)
- 1919–1920 Kapitän Erik Gideon Nordqvist (1879–1967)
- 1920–1925 Kapitän Karl Alfred Mikael Eriksson (1886–1939)